# GWR Charles Tayleur locomotives
GWR Charles Tayleur locomotives — заказ из шести паровозов с осевой формулой 1-1-1, сделанный  при основании Большой западной железной дороги Изамбардом Кингдомом Брюнелем на заводе фирмы «Charles Tayleur and Company», впоследствии Вулкан. Паровозы оказались негодными для эксплуатации, и Дэниел Гуч скоро заменил их на «Звёзды».
Первая партия из трёх паровозов, доставленная в 1837 году, имела диаметр цилиндров 14 дюймов (356 мм), вторая (1838) — 12 дюймов (305 мм). Ход поршня у всех составлял 16 дюймов (406 мм).

## 14-дюймовые
- «Вулкан» (Tayleur № 51; 1837–1868) — первый паровоз, проехавший по Большой западной железной дороге (в ходе испытаний 28 декабря 1837 года из депо станции Западный Драйтон). Отставлен в 1843 году, в 1846-м перестроен в танк-паровоз, проработал до 1868 года, затем два года провёл в качестве стационарного источника пара на станции Рединг;
- «Эол» (Tayleur № 52; 1837–1867) — 4 июня 1838 года провёл первый на GWR поезд. В 1843 году перестроен в танк-паровоз с меньшими колёсами (бегунковые и поддерживающие — 3 ф. 0 д. (914 мм), движущие — 6 ф. 0 д. (1829 мм)) и увеличением объёма цилиндров (15 дюймов (381 мм)×18 дюймов (457 мм));
- «Бахус» (Tayleur № 53; 1837–1842).

## 12-дюймовые
- «Аполлон» (Tayleur № 62; 1838–1867) — в 1839 году перестроен в танк-паровоз с увеличением объёма цилиндров (15 дюймов (381 мм)×18 дюймов (457 мм)), отставлен в 1867 году;
- «Нептун» (Tayleur № 63; 1838–1840);
- «Венера» (Tayleur 64; 1838–1870) — отставлен в 1843 году, в 1846-м перестроен аналогично «Эолу».